# O-mostarda
O-mostarda, O-Perdido ou 1-(2-Cloroetilsulfanil)-2-[2-(2-cloroetilsulfanil)etoxi]etano é uma substancia vesicante da série mostarda de enxofre com o código T, por possuir o núcleo com Oxigênio seu nome é comumente chamado de O-mostarda (Mostarda oxigena). 
1. ↑  Ellison, D. Hank (12 de dezembro de 2010). Handbook of Chemical and Biological Warfare Agents (em inglês). [S.l.]: CRC Press. pp. 157; Agent T. ISBN 9781420048308